# Al-Furqan
Al-Furqan (Il Discriminatore o Il Criterio) è la venticinquesima Sura del Corano, una sura meccana composta da 77 versetti. Il termine "Furqan" si riferisce al Corano stesso, considerato come il criterio che distingue tra il bene e il male, il giusto e l'errato. La sura affronta temi centrali della fede islamica, come la missione profetica, l'unicità di Allah, la natura della rivelazione e la condanna dell'idolatria.

## Contenuto

### Introduzione: Il Corano come Criterio
Versetti 1-6: La sura inizia lodando Allah che ha rivelato il Corano come guida per l'umanità. Si sottolinea l'importanza del Corano come criterio per distinguere la verità dalla falsità e si afferma la missione del Profeta Muhammad come messaggero di Allah.

### Condanna dell'Idolatria
Versetti 7-14: Viene criticata la visione degli idolatri che considerano assurdo che un essere umano possa essere un profeta. Si sottolinea che tutti i profeti sono stati esseri umani e si ribadisce l'inutilità degli idoli, che non possono né aiutare né nuocere.

### La Creazione come Prova dell'Unicità di Allah
Versetti 15-31: La sura invita a riflettere sui segni della creazione come prova dell'unicità e del potere di Allah. Viene descritto il paradiso promesso ai credenti e l'inferno destinato agli increduli. Si menzionano anche le conseguenze dell'allontanamento dalla verità e si esortano i credenti a seguire la guida divina.

### Storie dei Profeti e dei Popoli Antichi
Versetti 32-40: Vengono citati esempi di profeti e dei loro popoli, come Noè, Ad, Thamud, il popolo di Lot, e il popolo di Shu'ayb. Queste storie servono a dimostrare come i popoli che rifiutano il messaggio divino siano stati puniti, mentre i credenti sono stati salvati.

### L'Opposizione al Messaggio e la Sua Difesa
Versetti 41-49: La sura risponde alle accuse e alle derisioni rivolte al Profeta Muhammad e al messaggio coranico. Viene sottolineata la pazienza e la perseveranza del Profeta di fronte all'opposizione e viene ribadita l'autenticità della rivelazione.

### La Resurrezione e il Giudizio Finale
Versetti 50-60: Si parla della resurrezione e del Giorno del Giudizio, quando ogni individuo sarà chiamato a rendere conto delle proprie azioni. Si enfatizza l'importanza della preparazione per questo giorno e si condanna l'incredulità e l'arroganza degli uomini.

### Descrizione dei Veri Servi di Allah
Versetti 61-77: La sura si conclude descrivendo le qualità dei "servi del Misericordioso" (ʿibād al-Raḥmān). Questi sono caratterizzati da umiltà, pazienza, sincerità nella preghiera, modestia, carità, e dalla capacità di perdonare. Viene sottolineato il loro atteggiamento di rispetto verso Allah e la loro dedizione alla rettitudine.

## Analisi
La Sura Al-Furqan è significativa per la sua enfasi sulla guida coranica come criterio per una vita giusta e morale. Ribadisce l'importanza della fede nell'unicità di Allah e la necessità di seguire il messaggio del Profeta Muhammad.
La sura offre anche una potente riflessione sulla creazione e la natura della rivelazione, incoraggiando i credenti a riflettere sui segni di Allah nell'universo. Le descrizioni dei veri servi del Misericordioso forniscono un modello comportamentale per i musulmani, esortandoli a vivere secondo i principi dell'Islam.
Attraverso le storie dei profeti e le ammonizioni sul Giorno del Giudizio, la sura invita i credenti a mantenere la fede e la perseveranza, nonostante le difficoltà e le opposizioni. In sintesi, la Sura Al-Furqan è una guida completa che copre aspetti teologici, etici e comportamentali della vita islamica.